# Olga Kiricenko
Olga Kiricenko (n. 27 ianuarie 1976, Krîvîi Rih, RSS Ucraineană, URSS) este o înotătoare ucraineană, medaliată olimpică. A participat la o ediție a Jocurilor Olimpice (1992) în care a câștigat o medalie de bronz.

## Participări
Lista de mai jos prezintă principalele competiții la care a participat Olga Kiricenko de-a lungul carierei.
- swimming at the 1992 Summer Olympics – women's 4 × 100 metre medley relay[*]